# Александер Ердманн
Александер Ердманн (нім. Alexander Erdmann; нар. 14 квітня 1977, Мангейм, Баден-Вюртемберг, ФРН) — німецький хокеїст, захисник.

## Кар'єра
Александер Ердманн вихованець клубу «Маннхаймер ЕРК», який пройшов від дитячої команди до основного складу, вперше у формі «орлів» вийшов у сезоні 1995/96. Двічі виграв чемпіонат Німеччини у складі «Адлер Мангейм» 1997 та 1998 років. Починаючи з 2002 року, Ердманн виступав за «Маннхаймер ЕРК» у регіональній лізі. З 2009 року Ердман грав за «Райн-Неккар Старс», де і завершив кар'єру гравця в 2011 році.
Виступав у складі юніорської збірної Німеччини та молодіжній збірній. У складі юніорської збірної став срібним призером чемпіонату Європи 1995 року.

## Нагороди та досягнення
- Чемпіон Німеччини у складі «Адлер Мангейм» — 1997
- Чемпіон Німеччини у складі «Адлер Мангейм» — 1998